# Schuylkill County
Schuylkill County är ett administrativt område i delstaten Pennsylvania i USA. År 2010 hade countyt 148 289 invånare. Den administrativa huvudorten (county seat) är Pottsville. 

## Politik
Schuylkill County tenderar att rösta på republikanerna i politiska val.
Republikanernas kandidat har vunnit rösterna i countyt i samtliga presidentval sedan valet 1968, utom 1976 och 1996 då demokraternas kandidat vann countyt. I valet 2016 vann republikanernas kandidat med 69,4 procent av rösterna mot 26,5 för demokraternas kandidat. Med ca 43 procent i segermargial är detta den genom tiderna största segermarginalen i countyt för en kandidat.

## Geografi
Enligt United States Census Bureau har countyt en total area på 2 027 km². 2 016 km² av den arean är land och 11 km² är vatten. 

### Angränsande countyn
- Luzerne County - nord
- Carbon County - nordost
- Lehigh County - sydost
- Berks County - söder
- Lebanon County - sydväst
- Dauphin County - sydväst
- Northumberland County - nordväst
- Columbia County - nordväst